# Léboumbi-Leyou
Léboumbi-Leyou é um departamento da província de Haut-Ogooué, no Gabão.